# هالاسی
هالاسی (به مجاری:  Halászi) یک شهرداری در مجارستان است که در ناحیه موشون‌مادیارووار واقع شده‌است. هالاسی ۳۶٫۴۵ کیلومتر مربع مساحت و ۲٬۸۳۶ نفر جمعیت دارد.